# Општина Холод (Бихор)
Холод (рум. Holod) општина је у Румунији у округу Бихор.
Oпштина се налази на надморској висини од 154 m.